# كوري ساندرز (ملاكم)
كوري ساندرز (بالإنجليزية: Corey Sanders)‏ (7 مارس 1975 - ) هو ملاكم أمريكي، صنّف ضمن فئة وزن ثقيل.

## روابط خارجية
- كوري ساندرز على موقع بوكس ريك (الإنجليزية) (registration required)